# 姥見ノ頭
姥見ノ頭（うばみのかしら）は、新潟県南魚沼市一之沢に位置する金城山対岸の山で、標高946メートルである。別名「松出山・滝谷富士」とも呼ばれている。

## 登山ルート
- 舞子スノーリゾート・舞子ゴンドラ・奥添地リフト～姥見ノ頭まで約1時間。
- 滝谷～姥見ノ頭まで、約3時間[1]。
- 一之沢～姥見ノ頭まで、約3時間。

## 周辺の山々
- 威守松山・割引岳・巻機山・米子頭山・柄沢山・檜倉山・大烏帽子山・朝日岳
- 高平ノ頭・ロクロノ頭・無黒山

## 河川
- 小松沢川・一之沢川
- 登川

## アクセス
- 舞子スノーリゾート
  - 車:関越自動車道塩沢石打インターチェンジより、約5分。タクシーでは越後湯沢駅から約20分。
  - バス:上越新幹線越後湯沢駅東口から南越後観光バスで、湯沢～塩沢～六日町線（舞子経由）で舞子スノーリゾートまで約20分[2]。
- 南魚沼市滝谷
  - 車:関越自動車道塩沢石打インターチェンジより、新潟県道28号塩沢大和線・国道291号を滝谷まで、車で約20分。タクシーでは上越線六日町駅から約15分。
  - バス:南越後観光バスで六日町駅から沢口・清水線で、横新田（滝谷入口）バス停まで約20分[3]。滝谷まで徒歩約30分。
- 南魚沼市一之沢
  - 車:関越自動車道塩沢石打インターチェンジより、新潟県道28号塩沢大和線・国道291号を一之沢まで、車で約30分。タクシーでは上越線六日町駅から約30分。
  - バス:南越後観光バスで六日町駅から沢口・清水線で、沢口バス停まで約25分[4]。一之沢まで徒歩約40分。